# Saint-Martin-du-Tartre
Saint-Martin-du-Tartre é uma comuna francesa na região administrativa de Borgonha-Franco-Condado, no departamento Saône-et-Loire. Estende-se por uma área de 7,94 km². Em 2010 a comuna tinha 163 habitantes (densidade: 20,5 hab./km²).